# غابرييلا توث (كرة يد)
غابرييلا توث (بالمجرية: Tóth Gabriella)‏ مواليد 23 سبتمبر 1996، هي لاعبة كرة يد مجرية تلعب كوسط مدافع. مثلت منتخب المجر لكرة اليد للسيدات.

## سجل المنافسة
شاركت في البطولات التالية:
- بطولة أوروبا لكرة اليد للسيدات 2014

## الإنجازات
- دوري أبطال أوروبا لكرة اليد للسيدات:
  - النهائي: 2016
- البطولة الوطنية المجرية للسيدات
  - الميدالية الذهبية: 2016
- كأس المجر لكرة اليد للسيدات
  - الميدالية الذهبية: 2016

## روابط خارجية
- غابرييلا توث على موقع الاتحاد الأوروبي لكرة اليد (الإنجليزية)